# Agabus anthracinus
Agabus anthracinus là một loài bọ cánh cứng trong họ Bọ nước. Loài này được Mannerheim miêu tả khoa học năm 1852.